# Othius punctulatus
Othius punctulatus är en skalbaggsart som först beskrevs av Johann August Ephraim Goeze 1777.  Othius punctulatus ingår i släktet Othius, och familjen kortvingar. Arten är reproducerande i Sverige.